# Казовский, Михаил Григорьевич
Михаил Григорьевич Казовский (род. 22 февраля 1953 года) — советский и российский писатель, драматург, журналист.
Окончил факультет журналистики МГУ. С 1975 по 2000 год работал редактором в журнале «Крокодил». В настоящее время работает в медиахолдинге «IM-Media». Заслуженный работник культуры РФ (1997 г.).

### Книги сатиры и юмора
- «Чудо на переносице» («Библиотека Крокодила», 1980, 75 тыс. экз.),
- «Маска, я тебя знаю!» («Библиотека Крокодила», 1983, 75 тыс. экз.),
- «Позовите Максима!» («Искусство», 1983, 20 тыс. экз.),
- «Персона нон грата» («Библиотека Крокодила», 1986, 75 тыс. экз.),
- «Пояс Титимити» («Библиотека Крокодила», 1989, 75 тыс. экз.),
- «Как сейчас помню!» («Книга», 1989, 5 тыс. экз.),
- «Созвездие Овна» («Каталаксия», 1994, 5 тыс. экз.),
- «Майор Пронина» («Зебра Е», 2007, 5 тыс. экз).

### Исторические романы и повести
- «Дочка императрицы» («Интерхим», 1999, 500 экз.; сокращённый вариант в двух книгах — «Бич Божий» и «Храм-на-крови», обе — «Вече», 2013, по 3 тыс. экз.),
- «Золотое на чёрном» («АСТ», 2002, 10 тыс. экз.),
- «Месть Адельгейды» («АСТ», 2005, 5 тыс. экз.),
- «Страсти по Феофану» («АСТ», 2005, 5 тыс. экз.),
- «Крах каганата» («Подвиг», 2006, 4 тыс. экз.; «Вече», 2013, 2,5 тыс. экз.)[2],
- «Топот бронзового коня» («АСТ», 2008, 5 тыс. экз.),
- «Екатерина: мудрость и любовь» («Подвиг», 2010, 2 тыс. экз.),
- «Любить нельзя расстаться» («Амаркорд», 2011, 3 тыс. экз.)
- «Наследник Ломоносова» («Подвиг», 2011, 2 тыс. экз.)
- «Катиш и Багратион» («Подвиг», 2012, 2 тыс. экз.)
- «Лермонтов и его женщины: украинка, черкешенка, шведка…» («Астрель», 2012, 2,5 тыс. экз.)
- «Любовница Дюма» («Подвиг», 2013, 2 тыс. экз.)
- «Строганов, сын Строганова» («Подвиг», 2014, 2 тыс. экз.)
- «Арестанты любви» («Подвиг», 2015, 2 тыс. экз.)
- «Тайна крепостного художника» («Подвиг», 2015, 3590 экз.)
- «Русские Гавайи» («Подвиг», 2016, 1000 экз.)
- «Озарённые романсом» («Подвиг», 2017, 940 экз.)
- «Позовите — я приду» («Подвиг», 2018, 3590 экз.)
- «Два Пушкина» («Подвиг», 2018, 940 экз.)
- «Роман с королем» («Подвиг», 2019, 2220 экз.)
- «Архимандрит Митяй» («Подвиг», 2019, 600 экз.)
- «Отец и дети» («Подвиг», 2020, 600 экз.)
- «Жизнь с неизвестной» («Подвиг», 2020, 1930 экз.)
- «Мадемуазель скульптор» («Вече», 2021, 1500 экз.)
- «Век Екатерины» («Вече», 2021, 1500 экз.)
- «Искусство и его жертвы» («Вече», 2022, 1500 экз.)

### Рецензии на исторические романы
- «Известия»
- «Независимая газета» — «Экслибрис»
- «Литературная газета»
- «Культура»
- «МК-Бульвар»
- «Книжное обозрение»
- «Вечерняя Москва»
- «Московская правда»
- «Сегодня»

## Пьесы
Его пьесы «Новый Пигмалион», «Каскадёр» (совместно с В. Свиридовым), «Сдвиг по фазе» ставились в 9 профессиональных и народных театрах России и СНГ. Трагикомедия «Поцелуй Джоконды» вышла отдельной книжкой («Нефтяник», 1996, 500 экз.). Совместно с Ф. Филипповым — автор либретто к сатирической опере Микаэла Таривердиева «Женитьба Фигаренко» (1991 г.; впервые поставлена в «Геликон-Опере» в 2018 г.)
По его произведениям сняты полнометражные художественные фильмы «Внимание: ведьмы!» (Одесская киностудия для т/о «Экран», 1990), «Личная жизнь королевы» («Мосфильм», 1993).
Лауреат ежегодных премий за лучшие произведения в журнале «Крокодил» (1978 и 1992 гг.) и газете «Московский комсомолец» (1979), а также в конкурсе «Немецкой волны» на лучшую радиопьесу и радиорассказ (ФРГ, 1991).
Автор ряда пародий, опубликованных в журнале «Крокодил» — в том числе «Кабачок „Между стульями“» и «По следу идут „МА-СТА-КИ“».

## Образ в художественной литературе
В детективном романе Фридриха Незнанского «Борт С-747 приходит по расписанию» следователь Лобненского ОВД — Михаил Григорьевич Казовский; совпадают не только имя, фамилия и отчество, но и описание внешности: «Михаил Григорьевич встретил их в своем маленьком кабинете радушно. Ему пятьдесят с небольшим, лицо круглое, с пышными усами, за стеклами очков щурятся лукавые глаза. Он очень улыбчивый, разговаривать с ним — одно удовольствие».